# Новокирсановка
Новокирса́новка — село в Терновском районе Воронежской области России. Административный центр Новокирсановского сельского поселения.

## География
Село находится в северо-восточной части Воронежской области, в лесостепной зоне, в пределах Окско-Донской равнины, к востоку от реки Савала, на расстоянии примерно 12 км (по прямой) к юго-юго-востоку (SSE) от села Терновка, административного центра района. Абсолютная высота — 157 м над уровнем моря.
Часовой пояс
Село Новокирсановка, как и вся Воронежская область, находится в часовой зоне МСК (московское время). Смещение применяемого времени относительно UTC составляет +3:00.

## Население
| 1897 | 2010 | 2012 | 2013 | 2014 | 2015 | 2016 |
| ---- | ---- | ---- | ---- | ---- | ---- | ---- |
| 1204 | ↘408 | ↗410 | ↘408 | ↘401 | ↘391 | ↘381 |

Гендерный состав
По данным Всероссийской переписи населения 2010 года, в гендерной структуре населения мужчины составляли 45,6 %, женщины — соответственно 54,4 %.
Национальный состав
Согласно результатам переписи 2002 года, в национальной структуре населения русские составляли 97 %.

## Улицы
| - ул. Бочарникова, - ул. Ленинская, - ул. Молодёжная, - ул. Проезжая, | - ул. Пролетарская, - ул. Садовая, - пер. Садовый, - ул. Центральная. |

## Инфраструктура
В селе функционируют средняя общеобразовательная школа, фельдшерско-акушерский пункт, культурно-досуговый центр, библиотека и отделение Почты России.